# Мора (Эвора)
Мо́ра (порт. Mora; ['mɔɾɐ]) — посёлок городского типа в Португалии, центр одноимённого муниципалитета округа Эвора. Численность населения — 2,8 тыс. жителей (посёлок), 5,5 тыс. жителей (муниципалитет). Состоит из 4-х приходов. Посёлок и муниципалитет входит в регион Алентежу и субрегион Алту-Алентежу. По старому административному делению входил в провинцию Алту-Алентежу.

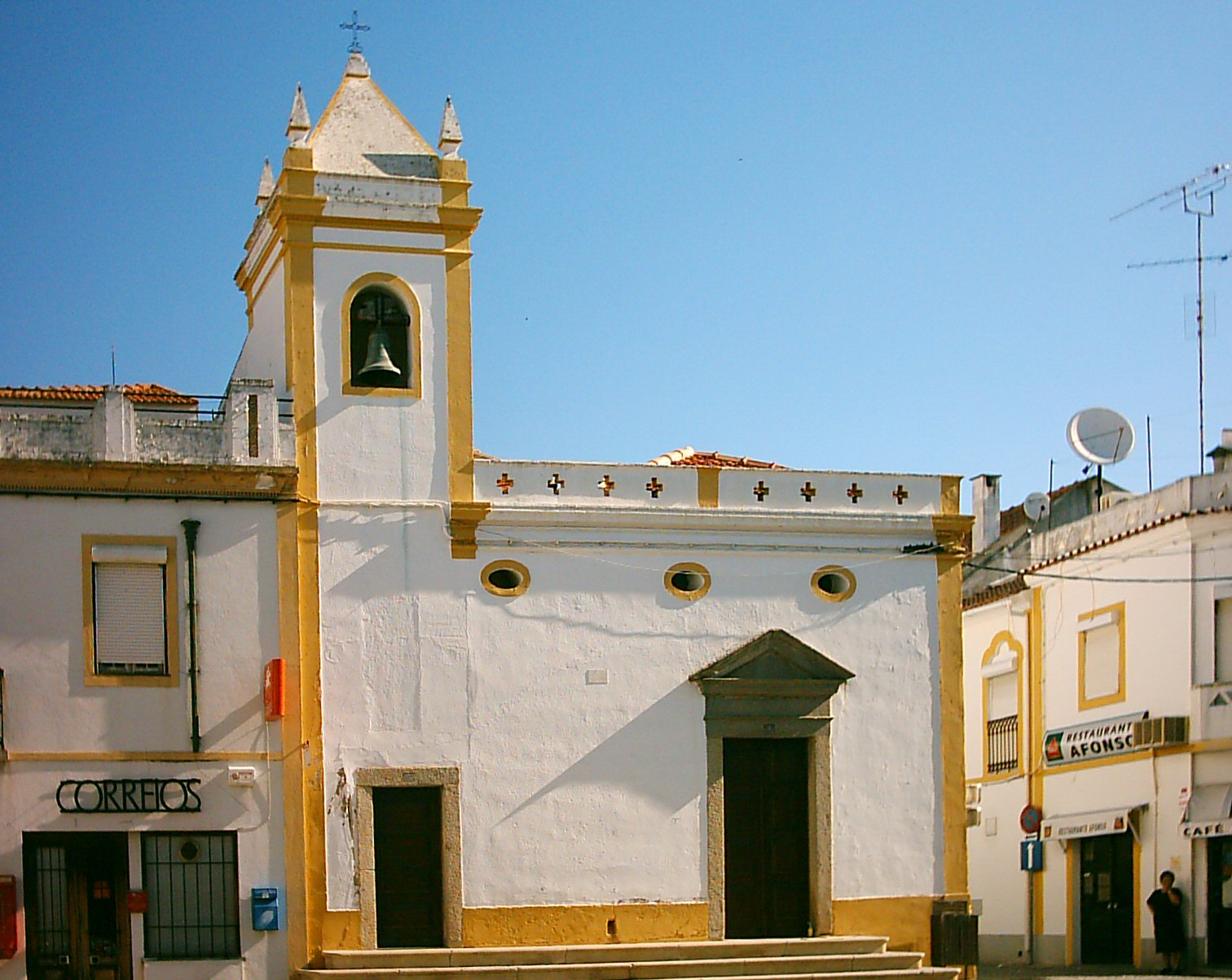
Главная церковь в Мора

## Расположение
Посёлок расположен в 47 км севернее города Эвора на берегах реки Рая.
Расстояние до:
- Лиссабон — 89 км
- Эвора — 47 км
- Порталегре — 73 км
- Сантарен — 57 км
- Сетубал — 78 км
- Бежа — 106 км

Муниципалитет граничит:
- на севере — муниципалитет Понте-де-Сор
- на северо-востоке — муниципалитет Авиш
- на востоке — муниципалитет Созел
- на юго-востоке — муниципалитет Аррайолуш
- на западе — муниципалитет Коруше

## Население
| Население муниципалитета Мора (1801—2004) | Население муниципалитета Мора (1801—2004) | Население муниципалитета Мора (1801—2004) | Население муниципалитета Мора (1801—2004) | Население муниципалитета Мора (1801—2004) | Население муниципалитета Мора (1801—2004) | Население муниципалитета Мора (1801—2004) | Население муниципалитета Мора (1801—2004) | Население муниципалитета Мора (1801—2004) |
| ----------------------------------------- | ----------------------------------------- | ----------------------------------------- | ----------------------------------------- | ----------------------------------------- | ----------------------------------------- | ----------------------------------------- | ----------------------------------------- | ----------------------------------------- |
| 1801                                      | 1849                                      | 1900                                      | 1930                                      | 1960                                      | 1981                                      | 1991                                      | 2001                                      | 2004                                      |
| 735                                       | 2834                                      | 5425                                      | 8530                                      | 10 276                                    | 7056                                      | 6588                                      | 5788                                      | 5470                                      |

## История
Поселок основан в 1519 году.

## Достопримечательности
- Часовня Сан-Диниш
- Церковь Матриз-де-Павия
- Церковь Носса-Сеньора-даш-Броташ

## Районы
| Фрегезии (районы) муниципалитета Мора | Фрегезии (районы) муниципалитета Мора | Фрегезии (районы) муниципалитета Мора | Фрегезии (районы) муниципалитета Мора | Фрегезии (районы) муниципалитета Мора | Фрегезии (районы) муниципалитета Мора | Фрегезии (районы) муниципалитета Мора |
| ------------------------------------- | ------------------------------------- | ------------------------------------- | ------------------------------------- | ------------------------------------- | ------------------------------------- | ------------------------------------- |
| №                                     | Наименование                          | Оригинальное наименование             | Кол-во жителей чел.(2001)             | Территория км²                        | Плотность чел./км²                    | Почтовый индекс                       |
| 1                                     | Броташ                                | Brotas                                | 543                                   | 83,15                                 | 6,53                                  | 7490-000 BROTAS                       |
| 2                                     | Кабесан                               | Cabeção                               | 1259                                  | 47,44                                 | 26,54                                 | 7490-000 CABECAO                      |
| 3                                     | Мора                                  | Mora                                  | 2819                                  | 127,59                                | 22,09                                 | 7490-000 MORA                         |
| 4                                     | Павия                                 | Pavia (Mora)                          | 1166                                  | 185,28                                | 6,29                                  | 7490-000 PAVIA                        |